# Frederikke Aspöck
Frederikke Aspöck (født 1974 i København) er en dansk filminstruktør
.
Frederikke Aspöck er Master of Fine Arts i Filmmaking fra New York University's Tisch School of the Arts i 2004. Afgangsfilmen "Happy now" har været vist på mere end 25 festivaler verden over. Filmen har vundet pris på Short Film Grand Prize ved Deauville Film Festival og Premier Prix de la Cinéfondation på Cannes filmfestival.
Hun har desuden en BA-grad i scenografi fra Wimbledon School of Art in London.

## Filmografi
- Happy now (kortfilm, 2004)
- Får (kortfilm, 2009)
- Moving On (kortfilm, 2011)
- Labrador (2011)
- Rosita (2015)
- De frivillige (2019)
- Viften (2023)